# John Joseph Thomas Ryan
John Joseph Thomas Ryan (ur. 1 listopada 1913 w Albany, zm. 9 października 2000 tamże) – amerykański duchowny rzymskokatolicki, arcybiskup Anchorage, koadiutor i arcybiskup polowy Stanów Zjednoczonych Ameryki.

## Biografia
John Joseph Thomas Ryan urodził się 1 listopada 1913 w Albany, w Stanach Zjednoczonych. 3 czerwca 1939 z rąk biskupa Albany Edmunda Francisa Gibbonsa otrzymał święcenia prezbiteriatu i został kapłanem diecezji Albany.
W latach 1943–1946 w Korpusie Kapelanów Marynarki Wojennej. Wziął udział w Bitwie o wyspę Okinawę. Dwukrotnie odznaczony za odwagę. Po wojnie pracował w diecezji Albany. W latach 1957–1958 był kanclerzem wikariatu polowego. Następnie do 1960 przebywał w Bejrucie.
7 lutego 1966 papież Paweł VI mianował go pierwszym arcybiskupem Anchorage na Alasce. 25 marca 1966 przyjął sakrę biskupią z rąk arcybiskupa nowojorskiego kard. Francisa Spellmana. Współkonsekratorami byli biskup pomocniczy Albany Edward Joseph Maginn oraz biskup pomocniczy nowojorski Edward Ernest Swanstrom. Ingres odbył 14 kwietnia 1966.
4 listopada 1975 przeniesiony na stanowisko koadiutora (drugiego dowódcy) wikariatu polowego Stanów Zjednoczonych Ameryki (wikariuszem polowym był wówczas arcybiskup nowojorski kard. Terence Cooke) oraz arcybiskupa tytularnego Gabii. 16 marca 1985 został wikariuszem polowym. Ingres odbył 25 marca 1985. Od 21 lipca 1986 z tytułem arcybiskupa polowego Stanów Zjednoczonych Ameryki.
Na emeryturę odszedł 14 maja 1991, dwa i pół roku po osiągnięciu wieku emerytalnego. Zamieszkał w rodzinnym Albany. Zmarł 9 października 2000.